# 陸琰
陸琰（540年—573年），字溫玉，吳郡吳縣人，南北朝南陳官員和文學家。
陸琰的祖父陸完是南梁琅邪、彭城兩郡郡丞，父親陸令公是南梁中軍將軍宣城王蕭大器的記室參軍，弟弟光祿卿陸瑜；吏部尚書陸瓊則是他的堂兄弟。他自小失去雙親，唯好學有志向操守。州內推舉秀才，他因而解褐宣惠將軍始興王陳伯茂的行參軍，遷任法曹外兵參軍，直嘉德殿學士。陳文帝處理政務的空閒時間很留心史籍，得知陸琰博學，擅長背誦，讓他伴隨左右；文帝層下令他寫作刻在刀上的銘文，他一下筆就完成，不須改寫，文帝十分驚嘆，賞賜一襲衣服。
不久他兼任通直散騎常侍，擔任琅邪王厚的副手出使北齊，到鄴下時王厚病逝，陸琰獨自為使節；他當時二十多歲，風采俊美，對答得體，北齊的士大夫很是傾心交談。回國後，他轉任雲麾將軍新安王陳伯固的主簿，換授安成王陳頊的長史與寧遠府記室參軍。太建初年，陸琰出任武陵王陳伯禮明威府功曹史，兼任東宮管記，其後因母親逝世辭官，到太建五年（573年）逝世，虛歲三十四。太子陳叔寶很哀傷悼念，發布手令為他舉哀和提供喪事財物，又親自寫下墓誌銘，至德二年（584年）追贈司農卿。陸琰欲望不多，不會矜誇競爭，專心經籍，安然自若。他的作品存世不多，陳後主徵求遺文編成文集二卷。

## 引用
1. 1 2  《陳書·卷三十·列傳第二十四》：陸瓊字伯玉，吳郡吳人也。祖完，梁琅邪、彭城二郡丞。父雲公，梁給事黃門侍郎，掌著作。
2. 1 2 3  《陳書·卷三十四·列傳第二十八》：陸琰字溫玉，吏部尚書瓊之從父弟也。父令公，梁中軍宣城王記室參軍。琰幼孤、好學，有志操。州舉秀才。解褐宣惠始興王行參軍，累遷法曹外兵參軍，直嘉德殿學士。世祖聽覽餘暇，頗留心史籍，以琰博學，善占誦，引置左右。嘗使製刀銘，琰援筆即成，無所點竄，世祖嗟賞久之，賜衣一襲。……有弟瑜。
3. 1 2 3  《南史·卷四十八·列傳第三十八》：琰字溫玉，瓊之從父弟也。父令公，梁中軍宣城王記室參軍。琰幼孤，好學，有志操，州舉秀才。累遷宣惠始興王外兵參軍，直嘉德殿學士。陳文帝聽覽餘暇，頗留心史籍，以琰博學，善占誦，引置左右。嘗使制刀銘，琰援筆即成，無所點竄，帝嗟賞久之，賜衣一襲。……弟瑜字幹玉……
4. ↑  《陳書·卷三十四·列傳第二十八》：俄兼通直散騎常侍，副琅邪王厚聘齊，及至鄴下而厚病卒，琰自為使主。時年二十餘，風神韶亮，占對閑敏，齊士大夫甚傾心焉。還為雲麾新安王主簿，遷安成王長史，寧遠府記室參軍。太建初，為武陵王明威府功曹史，兼東宮管記。丁母憂去官。五年卒，時年三十四。太子甚傷悼之，手令舉哀，加其賻贈，又自製誌銘。至德二年，追贈司農卿。琰寡嗜慾，鮮矜競，遊心經籍，晏如也。其所製文筆多不存本，後主求其遺文，撰成二卷。
5. ↑  《南史·卷四十八·列傳第三十八》：俄兼通直散騎常侍，副琅邪王厚聘齊，至鄴而厚卒，琰為使主。時年二十餘，風氣韶亮，占對閑敏，齊士大夫甚傾心焉。太建初，為武陵王明威府功曹史，兼東宮管記。丁母憂去官，卒。至德二年，追贈司農卿。琰寡欲，鮮矜競，遊心經籍，晏如也。所制文筆，多不存本，後主求其遺文，撰成二卷。

## 延伸阅读
[在维基数据编辑]
 《陳書·卷34》，出自姚思廉《陳書》